# Symplocos salicioides
Symplocos salicioides är en tvåhjärtbladig växtart som beskrevs av Nooteboom. Symplocos salicioides ingår i släktet Symplocos och familjen Symplocaceae. Inga underarter finns listade i Catalogue of Life.